# Ісакеєв Баяли Дікамбайович
Баяли Діканбайович Ісакеєв (кирг. Баялы Дыйканбаевич Исакеев; 1897—1938) — радянський державний і партійний діяч.

## Життєпис
Народився в бідній киргизькій кочовій родині. 1916 року закінчив російсько-тубільну школу в Нарині. Працював на Наринській поштовій станції.
У 1919—1921 роках був секретарем виконавчого комітету Учекінської повітової ради Туркестанської АРСР). 1920 року вступив до лав РКП(б).
1922 року став членом Президії Наринського повітового комітету Союзу «Кошчі». Від 1922 до 1923 року обіймав посаду завідувача агітаційно-пропагандистського відділу Наринського повітового комітету КП(б) Туркестану. Після цього, у 1923—1924 роках, був завідувачем агітаційно-пропагандистського відділу Джетисуйського обласного комітету КП(б) Туркестану. У 1924—1925 роках обіймав посаду агітаційно-пропагандистського відділу Наринського повітового комітету РКП(б) Кара-Киргизької автономної області. Від 1925 до 1926 року займав аналогічний пост у Каракол-Наринському окружному комітеті РКП(б) Киргизької автономної області.
У березні 1927 року перейшов на роботу до Киргизької обласної контрольної комісії ВКП(б). У листопаді того ж року став відповідальним редактором газети «Еркін тоо» («Вільні гори»). Від 1928 до 1929 року знову працював на посаді завідувача агітаційно-пропагандистського відділу вже Киргизького обласного комітету ВКП(б).
У січні 1929 року очолив народний комісаріат землеробства Киргизької АРСР.
У вересні 1933 року отримав пост другого секретаря Киргизького обласного комітету ВКП(б). Від 27 вересня 1933 до 8 вересня 1937 року очолював Раду народних комісарів спочатку Киргизької АРСР, а потім новоствореної Киргизької РСР. У січні 1935 року був обраний членом ВЦВК.
Був заарештований 10 вересня 1937 року за звинуваченням в антирадянській діяльності та шпигунстві. Розстріляний біля села Таш-Дебе в листопаді 1938 року.